# Rudolf Ruedemann
Rudolf Ruedemann (16 de octubre de 1864, Georgenthal - 18 de junio de 1956) fue un paleontólogo estadounidense de ascendencia alemana.

## Biografía
Ruedemann estudió geología en la Universidad de Jena, donde recibió su doctorado en 1887, y también en la Universidad de Estrasburgo, donde fue asistente desde 1887, sacando de nuevo su doctorado. En 1892 emigró a los Estados Unidos, donde fue profesor de secundaria en el estado de Nueva York (en Lowville, Dolgeville) y desde 1899 en el Museo Estatal de Nueva York en Albany. 
En 1890 se casó con Elizabeth Heitzmann.

## Honores
En 1912 fue elegido miembro de la Academia Alemana de Ciencias Leopoldina. En 1928 se convirtió en miembro de la Academia Nacional de Ciencias.
- La abreviatura «Rued.» se emplea para indicar a Rudolf Ruedemann como autoridad en la descripción y clasificación científica de los vegetales.[4]

## Abreviatura (zoología)
La abreviatura Ruedemann  se emplea para indicar a Rudolf Ruedemann como autoridad en la descripción y taxonomía en zoología.